# 두광국
두광국(竇廣國, ? ~ 기원전 150년)은 중국 전한 전기의 외척으로, 자는 소군(少君)이며 조나라 청하군 관진현(觀津縣) 사람이다. 효문황후의 아우다.

## 생애
너다섯 살 무렵 집안이 가난해 납치돼 팔려가, 집에서 찾지 못하고 10여 집에 팔려다녔다. 의양에서는 산사태를 겨우 피해 달아났는데, 점을 쳐보니 열후가 될 것이라고 나왔다. 마침 주인이 의양에서 장안으로 이주해 따라서 장안으로 갔는데, 새 황후가 관진 사람 두씨라는 말을 들었다. 당시 두광국은 여전히 어렸으나 자기 성과 본관을 알고 있어서 황제에게 상소했고, 효문황후와 대면해 옛날 겪은 일들을 말했는데 효문황후와 일치했다. 또 효문황후가 무엇으로 증험을 삼을 수 있을지를 물어보자 대답했다.
| “ | 누나가 절 떠나 서쪽으로 갔을 때, 저와 전사(傳舍)에서 헤어지고, 쌀뜨물로 저를 씻기고, 밥을 청해 저에게 먹이고 갔습니다. | ” |

효문황후와 두광국은 서로 끌어안고 우니, 좌우에서 모셔 선 사람들도 함께 울어 황후의 슬픔을 도왔다. 광국은 밭과 집과 돈을 받아 장안에 새 집을 차렸다. 주발과 관영은 두씨 일족이 예전 고황후의 일족처럼 전횡을 부릴 것을 꺼려 장자를 뽑아 형 두건과 함께 가르쳤고, 그 결과 둘은 겸양하며 존귀함으로 사람에게 교만하지 않게 되었다. 승상 장창이 면직됐을 때, 황제에게서 다음 승상감으로 생각됐으나 황제가 주변의 이목을 두려워해 승상이 되지는 못했고 고제의 공신 중 신도가가 승상이 됐다.
문제 후7년(기원전 157년), 문제가 죽고 경제가 즉위하면서 태후의 동생으로서 장무후(章武侯)에 봉해졌다. 경제 전7년(기원전 150년)에 죽어 시호를 경(景)이라 하고, 아들 두정이 작위를 계승했다.